# نشر دانشگاهی

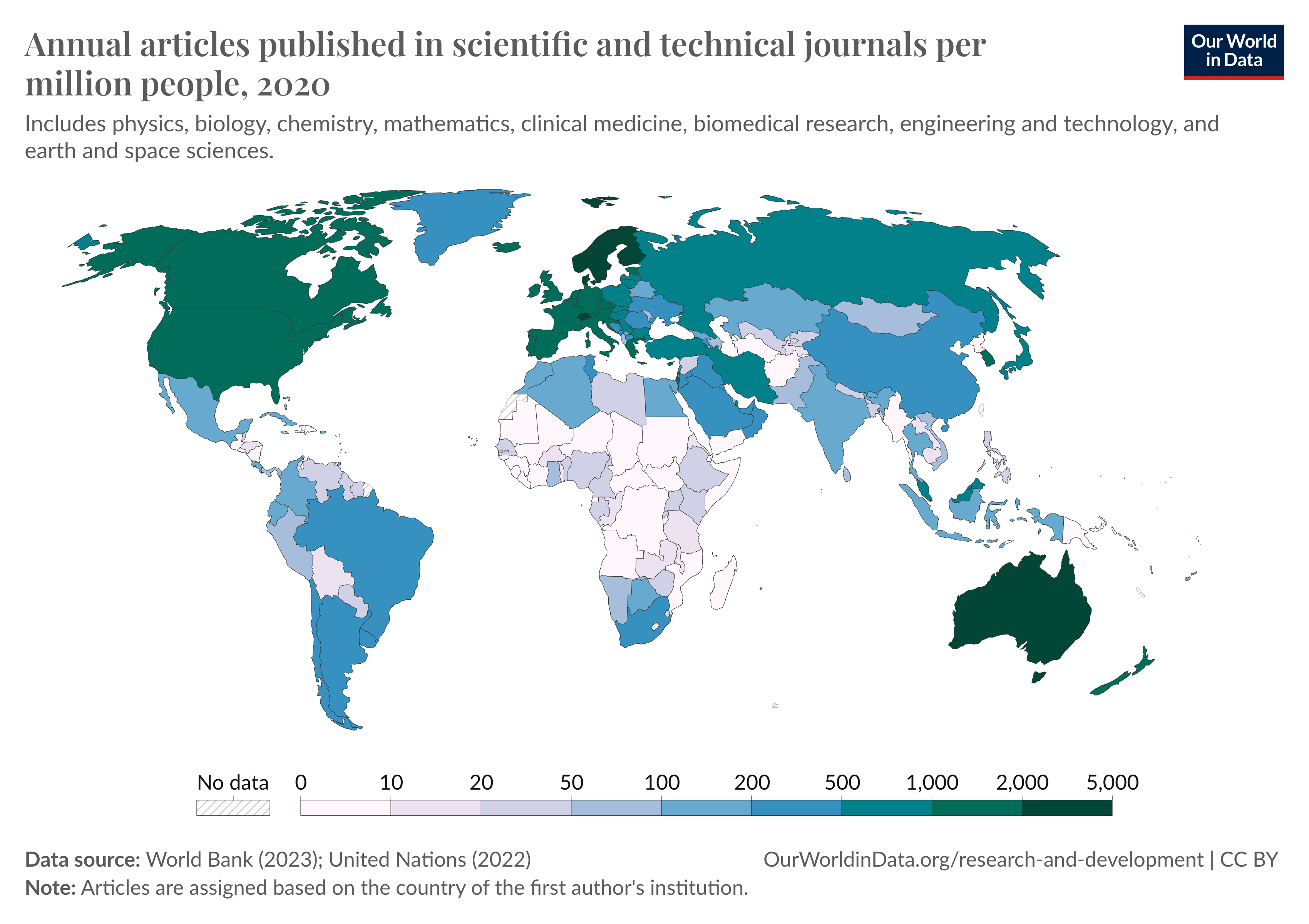
مقالات سالانه‌ی منتشر شده در مجلات علمی به ازای میلیون نفر

نشر دانشگاهی رشته چاپ، نشر و توزیع را توصیف می‌کند که پژوهش‌های علمی و بورس تحصیلی را منتشر و توزیع می‌کند. بیشترین کار دانشگاهی، به صورت مقاله‌ای از مجله، کتاب یا فرم پایان‌نامه منتشر شده‌است. همچنین بخشی از نشر دانشگاهی به صورت خروجی آکادمیک نوشته شده‌است و به‌طور رسمی منتشر نشده‌است. همچنین می تواند به صورت نشر الکترونیکی بر روی اینترنت منتشر شود و در اختیار علاقه مندان و مخاطبان عمومی و خصوصی متناسب با زمینه‌های تولیدات محتوایی و شاخه‌های علمی و تخصصی مرتبط قرار گیرد. که اغلب به نام «انتشارات خاکستری» نامیده می‌شود. مجلات علمی، و بسیاری از کتاب‌های دانشگاهی و علمی، هر چند نه همه، در برخی از فرم بررسی دقیق یا سرمقاله داوری واجد شرایط برای انتشار‌اند. کیفیت بررسی دقیق و استانداردهای انتخابی تا حد زیادی از مجله‌ای به مجله‌ای، از ناشری به ناشر دیگر، و از رشته‌ای به رشته دیگر متفاوت است.
همچنین شایان ذکر است که تاکنون نشر دانشگاهی دستخوش تغییرات عمده بوده‌است؛ که گذار از نسخه چاپی مکتوب به انتشار به فرمت الکترونیکی یکی از این تغییرات است. از اوایل ۱۹۹۰، صدور مجوز از منابع الکترونیکی، به خصوص مجلات، بسیار رایج شد. در حال حاضر، یک روند مهم است و به خصوص با توجه به مجلات علمی، دسترسی باز از طریق اینترنت است. دو نوع اصلی از دسترسی باز وجود دارد : انتشار دسترسی آزاد، که در آن کل یک مجله یا کتاب یا مقالات به صورت منفرد هستند و به‌طور رایگان برای همه در وب، توسط ناشر، در زمان انتشار در دسترس هستند و مدل دوم دسترسی آزاد خود آرشیوی است که در آن نویسندگان، یک کپی از مقالات منتشر شده خود را به‌طور رایگان در دسترس، برای همه در وب قرار می‌دهند.

## مقاله علمی
در نشر دانشگاهی، یک مقاله، یک کار علمی است که معمولاً در یک مجله علمی منتشر شده‌است. این مقاله حاوی نتایج پژوهش یا بررسی نتایج موجود است. چنین مقاله‌ای، تنها در صورتی معتبر در نظر گرفته می‌شود که تحت یک فرایند بررسی دقیق توسط یک یا چند داوران که دانشگاهیان در همان زمینه هستند، صورت گیرد تا بررسی کنند که آیا محتوای این مقاله برای چاپ مناسب است یا نه؛ که گاهی ممکن است تحت یک سری از بررسی‌ها، تجدید نظر روی آن‌ها صورت گیرد. این روند معمولاً چند ماه طول می‌کشد.
برخی از مجلات، به ویژه آن‌هایی که جدیدتر هستند، در حال حاضر فقط به صورت الکترونیکی منتشر می‌شوند.

مجلات کاغذی در حال حاضر به‌طور کلی در فرم الکترونیکی در دسترس ساخته شده نیز هستند و هر دو برای مشترکین فردی، و به کتابخانه است. الیسون گزارش داده است که در اقتصاد افزایش چشمگیر در فرصت‌هایی را برای انتشار نتایج آنلاین منجر به کاهش در استفاده از مقالات مرور همکار است.

## روند چاپ و نشر
فرایند نشر دانشگاهی، در زمانی‌که نویسندگان مقاله‌ای را به ناشر ارسال می‌کنند آغاز می‌شود، به دو بخش مجزا تقسیم می‌شود.
روند بررسی دقیق، توسط سردبیر مجله، سازمان‌یافته و کامل است که محتوای این مقاله، همراه با تصاویر مرتبط یا ارقام، برای انتشار پذیرفته شده‌است. فرایند بررسی دقیق است که به‌طور آنلاین، از طریق استفاده از سیستم‌های اختصاصی، بسته‌های نرم‌افزاری تجاری، یا منبع باز و نرم‌افزار آزاد است .

مقاله تحت یک یا چند دور بررسی و پس از هر دور، نویسنده این مقاله را در تسلیم با نظر داوران تغییر می‌دهد و این فرایند به‌طور مدام تکرار شده تا ویرایشگر راضی و اثر قابل قبول گردد.
فرایند تولید، توسط یک ویراستار ناشر کنترل می‌شود، پس از آن مدت زمانی برای ویرایش کپی، حروف‌چینی، گنجاندن در یک موضوع خاص از یک مجله، و سپس چاپ و انتشار آنلاین طول می‌کشد. ویرایش کپی به دنبال این اطمینان حاصل می‌شود که کاملاً مقاله مطابق با سبک خانه مجله، که همه از منابع مرجع و برچسب زدن است درست است، و هیچ غلط املایی یا اشتباهات دستوری در آن وجود ندارد. حروف‌چینی معاملات با ظاهر مقاله - طرح‌بندی، فونت‌ها، سرفصل‌ها و غیره، هر دو برای چاپ و انتشار آنلاین است.
برای چاپ یک کتاب در انتشارات دانشگاهی، لازم است نسخه کتاب در اختیار ناشر قرار گیرد. تا ناشر طبق سیاست‌ها و چارچوب‌های خود کتاب را بررسی کند و در صورت تایید به آماده سازی و چاپ آن اقدام کند. در فرآیند نشر کتاب، عقد قرارداد با نویسنده و ثبت اثر در کتابخانه ملی و سامانه اداره فرهنگ و ارشاد اسلامی از سرقت علمی محافظت می‌کند.

## استنادها
نویسندگان علمی از استناد به منظور حمایت از ادعاها و استدلال‌های خود و برای کمک به خوانندگان برای پیدا کردن اطلاعات بیشتر در مورد آن موضوع استفاده می‌کنند. چرا که استناد از یک سو به اعتبار نویسندگان منجر می‌شود و از سوی دیگر از سرقت علمی جلوگیری می‌کند.